# Sylvilagus cognatus
Sylvilagus cognatus — вид ссавців родини зайцеві (Leporidae) ряду зайцеподібні (Leporiformes).

## Поширення
Ендемік США. Відомий лише у штаті Нью-Мексико у горах Манзано. Також двічі зареєстрований у сусідній гірській системі Сандія. Живе у гірських хвойних лісах.